# Dassow
Dassow ist eine Stadt im Landkreis Nordwestmecklenburg in Mecklenburg-Vorpommern (Deutschland). Sie wird vom Amt Schönberger Land mit Sitz in der Stadt Schönberg verwaltet. Der Ort ist ein Grundzentrum.

## Geografie

### Geografische Lage
Das durch Eingemeindungen gewachsene Stadtgebiet Dassows erstreckt sich von der Ostseeküste (zwischen Klützer Winkel und Priwall) über die Ufer der Pötenitzer Wiek und des Dassower Sees bis zur Mündung der Maurine in die Stepenitz. Die Kernstadt Dassow selbst befindet sich am Eintritt der Stepenitz in den Dassower See, der als Seitenbucht der Travemündung in die Ostsee bereits auf Meeresspiegelhöhe liegt. Im Nordosten der Gemarkung steigt das hügelige Gelände bis 58 m ü. NHN an. Die Ufer des Dassower Sees und der Stepenitz sowie Teile des Küstenabschnittes sind als Naturschutzgebiete ausgewiesen.
Dassow ist Teil der Metropolregion Hamburg.

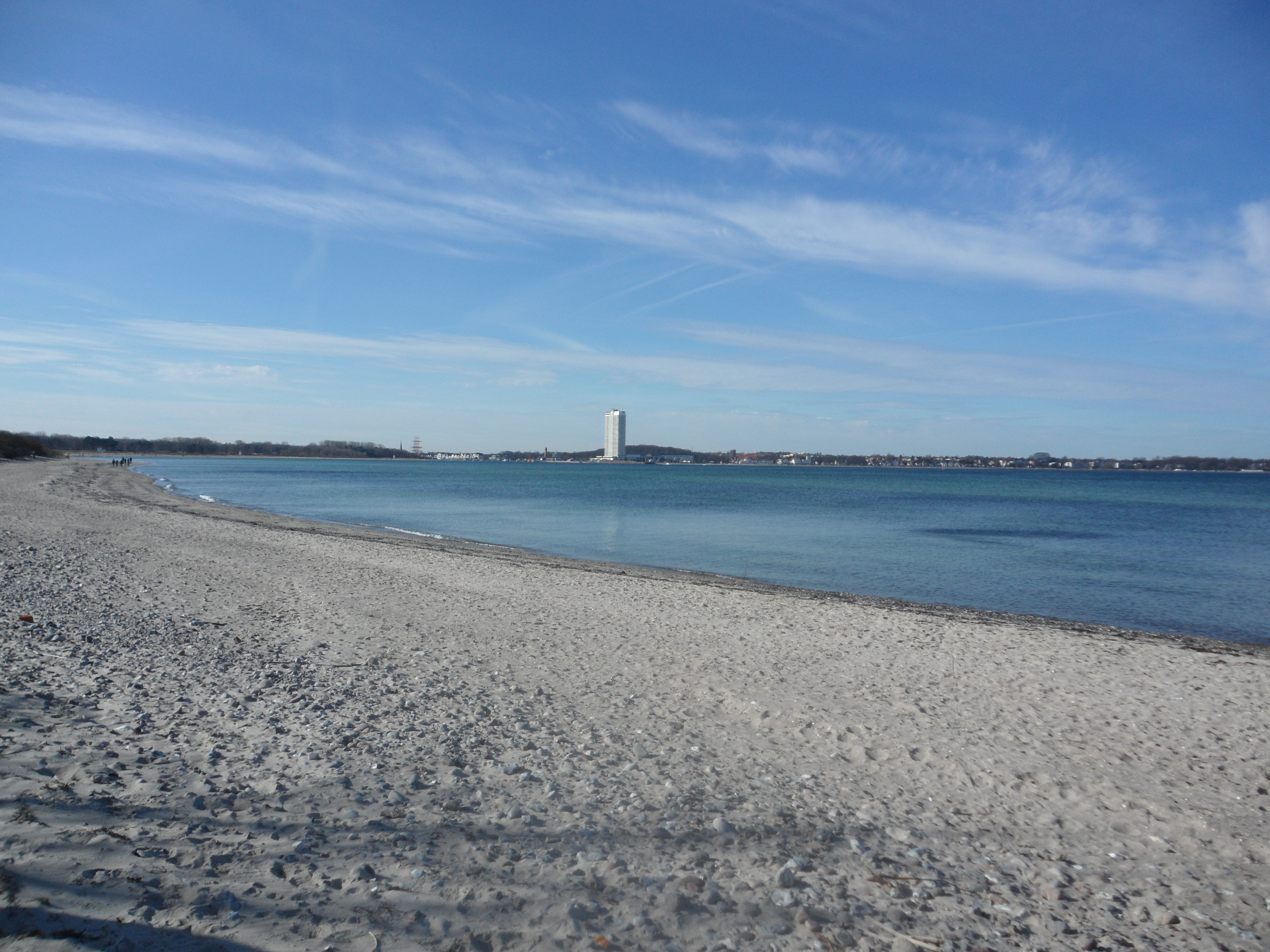
Blick vom Dassower Strand im NSG auf Lübeck-Travemünde
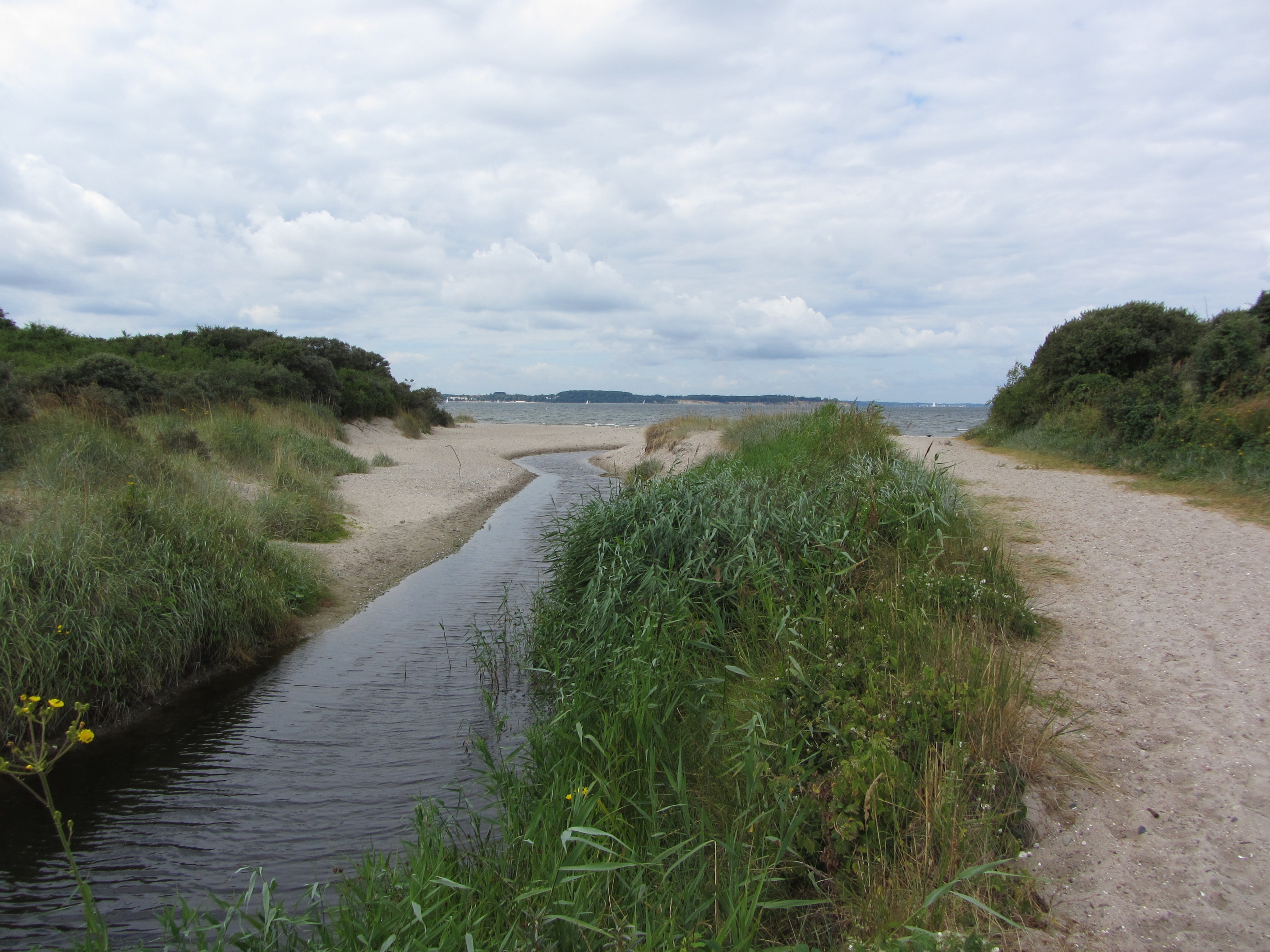
Harkenbäk, Mündung in die Ostsee (Barendorf)
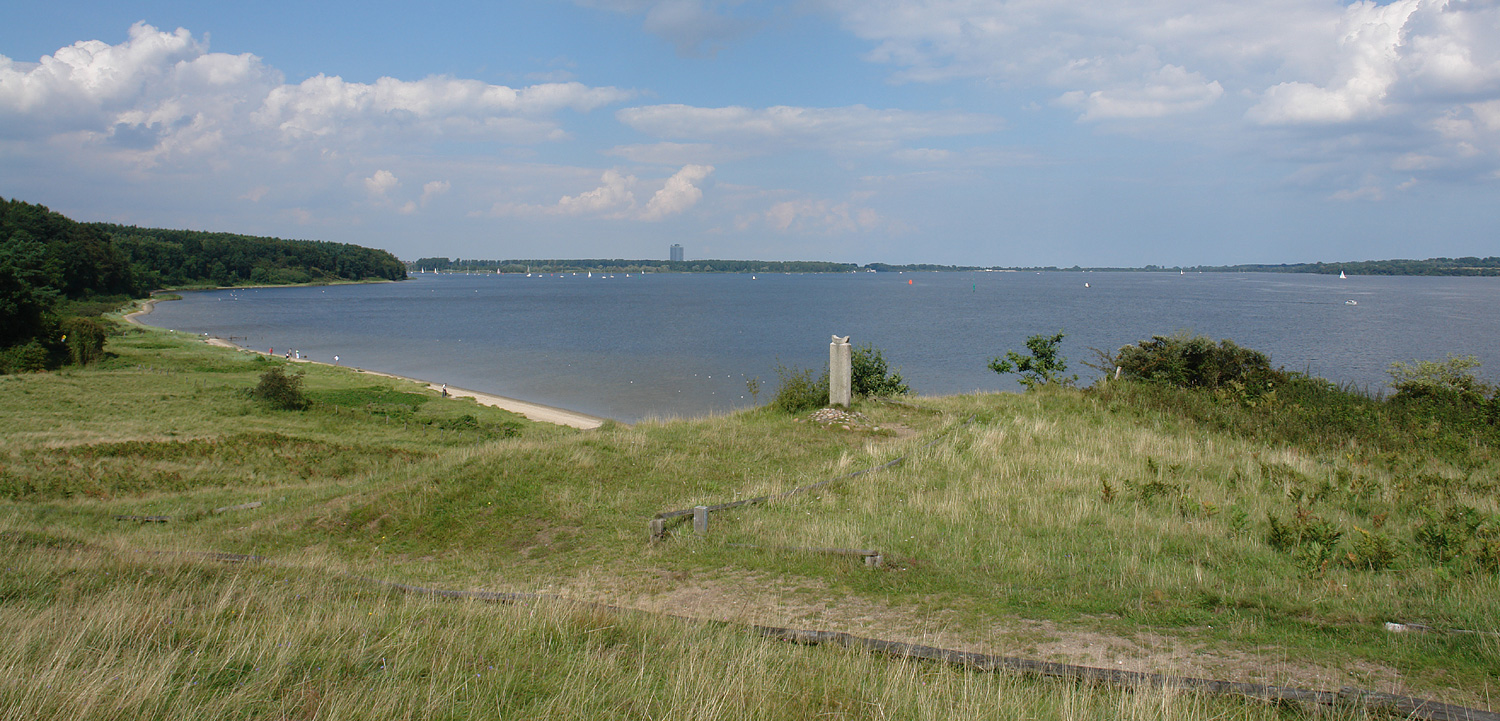
Blick vom Stülper Huk auf die Pötenitzer Wiek
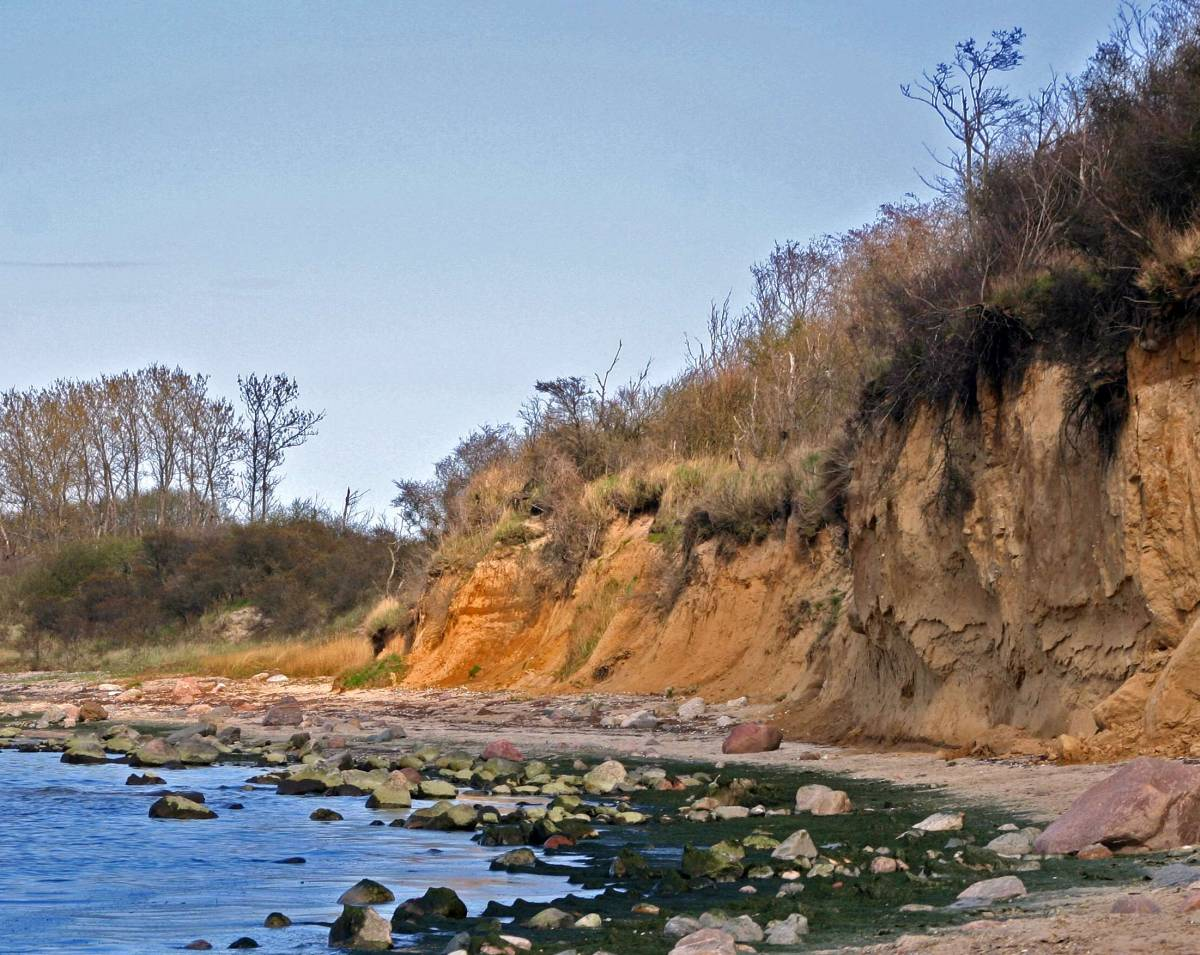
Steilküste bei Rosenhagen

### Stadtgliederung
Zur Stadt Dassow gehören
- Ortszentrum Dassow mit Vorwerk und Siedlung

sowie die 19 Ortsteile
| - Barendorf - Benckendorf - Feldhusen - Flechtkrug - Groß Voigtshagen - Harkensee - Holm | - Johannstorf - Kaltenhof - Klein Voigtshagen - Lütgenhof - Pötenitz - Prieschendorf - Rosenhagen | - Schwanbeck - Tankenhagen - Volkstorf - Wieschendorf - Wilmstorf |

### Nachbargemeinden
Dassow wird umgeben von den Nachbargemeinden Kalkhorst im Nordosten, Roggenstorf im Osten, Stepenitztal im Südosten, Schönberg im Süden, Selmsdorf im Südwesten sowie Lübeck im Westen.

## Geschichte

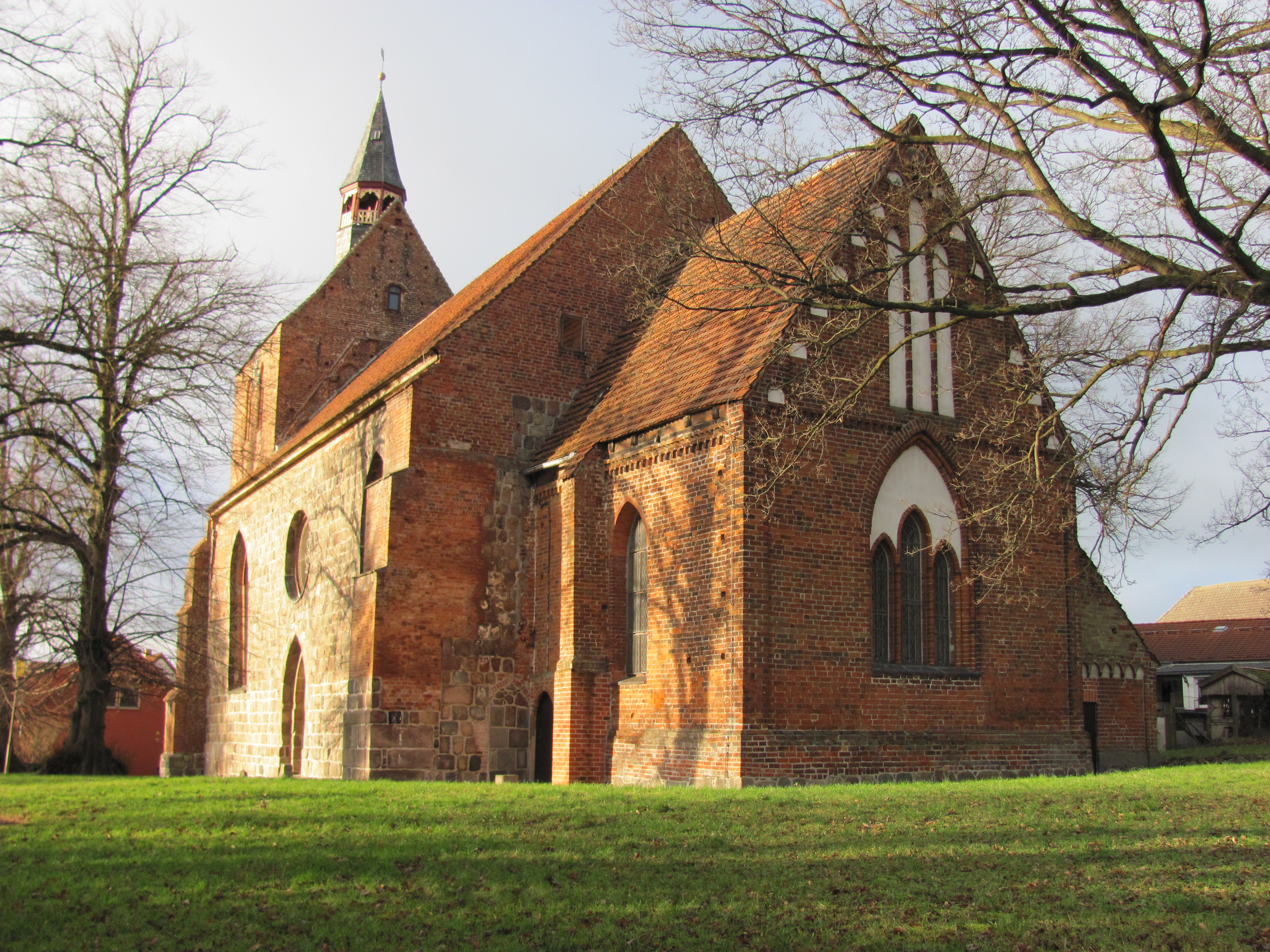
Nikolaikirche in Dassow mit Rechteckchor aus Backstein, dahinter das Kirchenschiff in Granitquadern

### Name
Ab 1158 wurde die Landschaft Darrsowe oder Darxowe genannt, 1188 sprach man von Dartzchowe. 1219 wurde der Ort Dassow erstmals als Dartzowe (altpolabische Bezeichnung für Ort der Dornen oder Gesträuche) urkundlich erwähnt. Die Schreibweise veränderte sich 1415 zu Darsowe und im 15. Jahrhundert zu Dassow.

### Mittelalter
Aus der slawischen Burg entstand Mitte des 12. Jahrhunderts eine deutsche Burg mit einer Siedlung, günstig gelegen an der Straße von Lübeck nach Wismar. Die Lübecker gerieten hier in Verteidigung des Barbarossa-Privilegs von 1188 immer wieder in Konflikt mit dem örtlichen Adel und den mecklenburgischen Fürsten. Der Bischof von Ratzeburg verzichtete 1219 den Lübeckern gegenüber auf seinen Anteil am Brückenzoll der Dassower Brücke über die Stepenitz. Der Fürst seinerseits verzichtete im Folgejahr. 1307 beschlossen die Lübecker mit den Lauenburgern und den Holsteinern im Frieden zu Herrenfähre die Zerstörung der Dassower Burg. Dennoch kehrte kein dauerhafter Friede ein. So kam es 1505 zur Lübecker Fehde zwischen der Hansestadt Lübeck und Mecklenburg sowie den Rittern von Parkenthin in Dassow.
Die frühgotische Nikolaikirche entstand als Granitquaderbau in der zweiten Hälfte des 13. Jahrhunderts. Sie wird bereits 1230 im Ratzeburger Zehntregister erwähnt, das die damals zum Bistum Ratzeburg gehörenden Ortschaften, geordnet nach Kirchspielen, auflistet. Der Kirchturm aus Backstein stammt aus dem 16. Jahrhundert.
Der nahe gelegene Burgwall Feldhusen stammt aus dem 10.–12. Jahrhundert.

### Neuere Zeit
Dassow gehörte zu Mecklenburg, mit der Dritten Mecklenburgischen Hauptlandesteilung 1701 zu Mecklenburg-Schwerin.
Der markanteste Punkt ist der im 18. Jahrhundert errichtete Speicher an der Mündung der Stepenitz. Hier wurden die Waren aus der Umgebung gestapelt, die Schiffe ins nahe Lübeck brachten.
Seit dem Mittelalter war Dassow mit der Gutsherrschaft von Lütgenhof als ritterschaftlicher Flecken verbunden; der jeweilige Eigentümer von Lütgenhof war zugleich Gerichtsherr und Ortsvorsteher von Dassow. Im 19. Jahrhundert war die Verfassung des Fleckens und die Regulierung der Verhältnisse der Einwohner des Fleckens Dassow zu ihrem Gutsherrn, dem Justizrat von Paepke auf Lützenhof ein ständiges Thema. 1857 erließ Großherzog Friedrich Franz II. einen Regulierungsrezess über den Flecken und die Feldmark Dassow, und der Ort erhielt durch Paepcke erstmals eine Grund- und Gemeindeordnung. Zum 1. Januar 1910 kam Dassow zusammen mit Vorwerk und Neuvorwerk zum großherzoglichen Domanium. Dafür erhielt der damalige Besitzer von Lütgenhof Raimar von Paepcke vom Großherzog das Forstrevier Holm und eine Zahlung von 150.000 Mark. Dassow wurde am 1. April 1938 das Stadtrecht verliehen.
Dassow wurde Anfang Mai 1945 von US-amerikanischen Truppen besetzt.
Im Mai 1945 gab es eine Explosion von entsorgter Munition auf dem Holmer Feld beim Spezenbruch nahe Dassow, die 28 dort eingesetzte, kriegsgefangene deutsche Soldaten das Leben kostete. Sie wurden auf dem Ortsfriedhof beigesetzt.

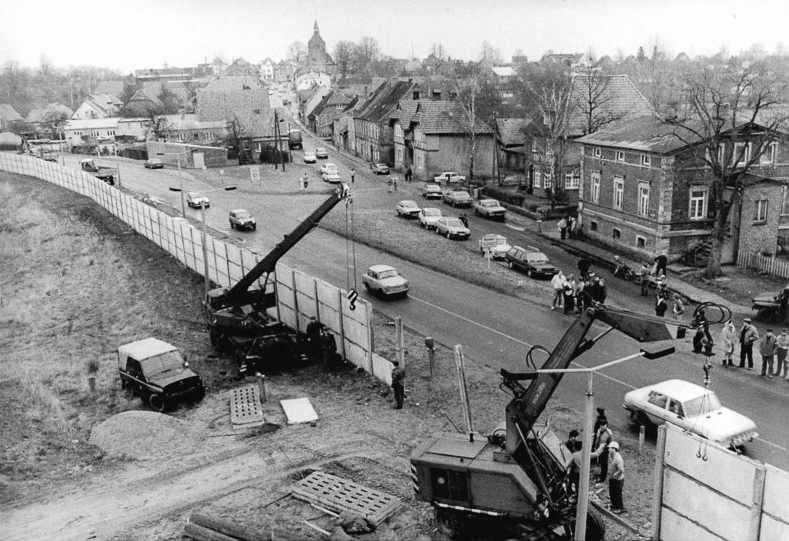
Abbau der Grenzanlagen bei Dassow 1990

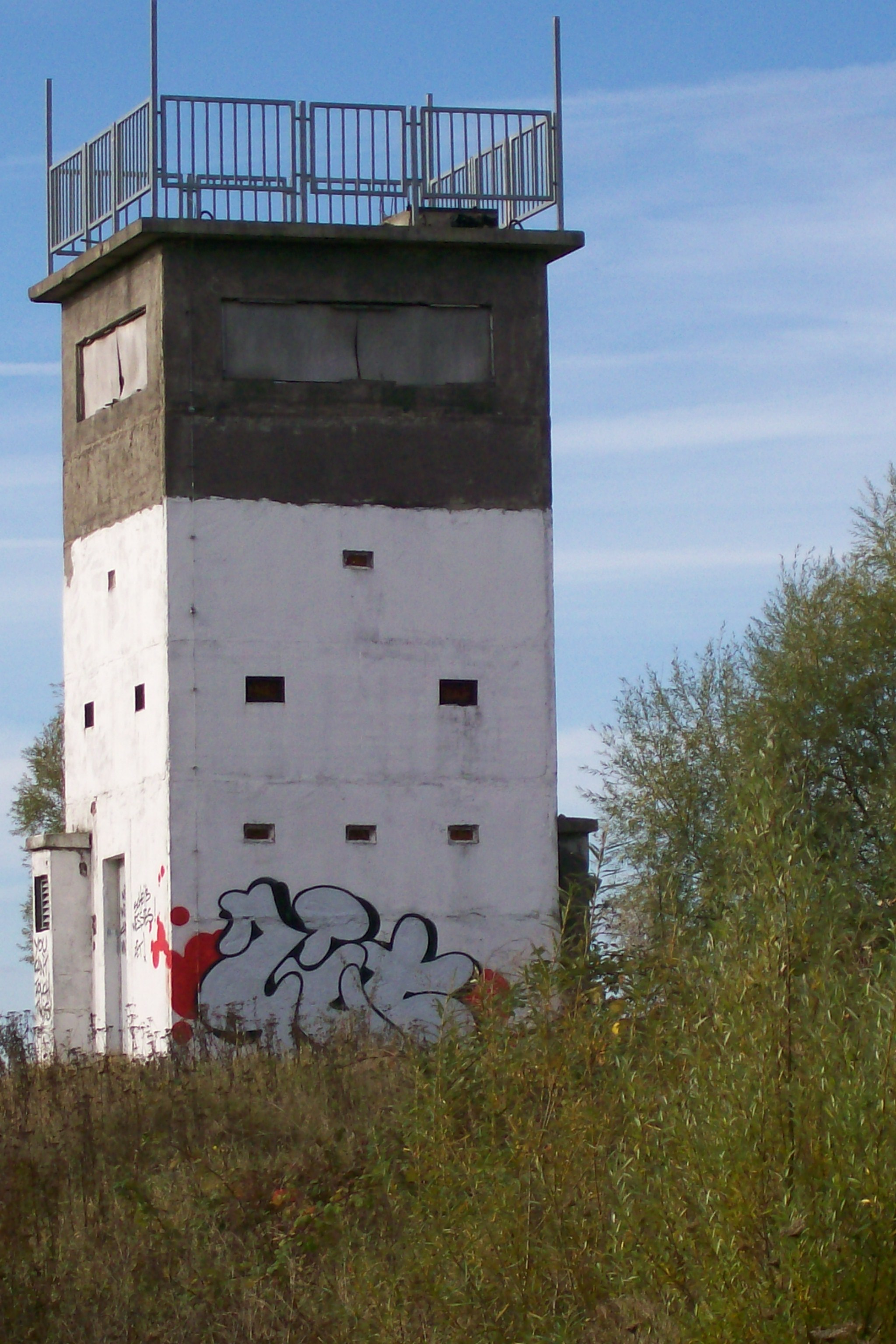
Ehemalige Führungsstelle der Grenztruppen der DDR, 2007

Dassow, die nordwestlichste Stadt der DDR, lag bis Ende 1989 inmitten des Sperrgebietes der DDR-Grenze und war ohne spezielle Passierscheine nicht erreichbar. Der zu Lübeck und damit zum Gebiet der Bundesrepublik gehörende Dassower See war durch die DDR-Grenzsperranlagen von der Stadt abgetrennt und von hier aus nicht zugänglich. Das nahe dem Dassower See an der Transitstrecke F 105 gelegene Siechenhaus vor Dassow wurde 1972/1973 von den Grenztruppen beseitigt.
Der Stadtkern und der Alte Speicher von Dassow wurden im Rahmen der Städtebauförderung seit 1991 grundlegend saniert.
Von 1952 bis 1994 gehörte Dassow zum Kreis Grevesmühlen (bis 1990 im DDR-Bezirk Rostock, 1990–1994 im Land Mecklenburg-Vorpommern). Seit 1994 liegt die Stadt im Landkreis Nordwestmecklenburg.
Von 1992 bis 2005 wurde Dassow vom Amt Ostseestrand verwaltet. Seit dessen Auflösung gehört Dassow zum Amt Schönberger Land.

### Mühlengeschichte

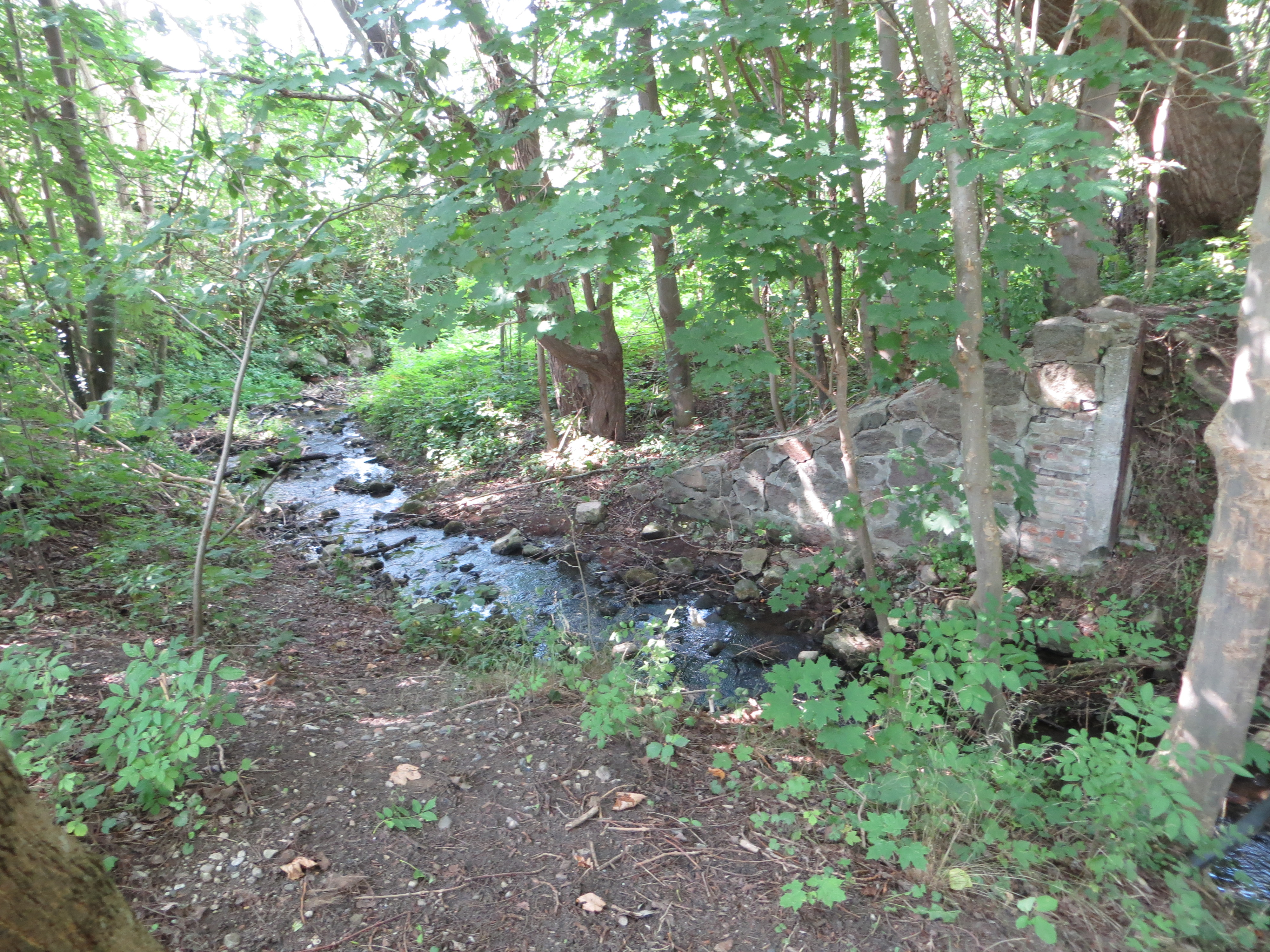
Am rechten Bildrand: Reste der Wehranlage am Standort der ehemaligen Wassermühle in Dassow

Bereits für das Jahr 1372 ist im Mecklenburgischen Urkundenbuch für Dassow eine Mühle im Besitz eines Lübecker Ratsherrn dokumentiert. Ab 1513 wurden in Dassow Wassermühlen erwähnt.
Um 1600 ist auf der Freseschen Karte in unmittelbarer Ortsnähe eine Wassermühle eingezeichnet. Hinweise auf Pachtmüller finden sich spätestens seit dem Ende des 17. Jahrhunderts. Im Schmettauischen Kartenwerk von 1788 ist nördlich von Dassow eine Wassermühle und am westlichen Ortsrand eine Windmühle eingezeichnet. Die Wassermühle lag am unteren Ende der Mühlenstraße (heute: Friedensstraße), unterhalb der Molkerei am Dassower Bach und nutzte das Wasser des Mühlenteiches zum Antrieb. Reste des Mühlenwehrs sind heute noch sichtbar. 1867 hatte Carl Schröder die Mühle gepachtet und wohnte mit seiner Frau, zwei Müller-Gesellen, einem Müller-Lehrling und drei weiteren Dienstkräften in der Mühle.
Am 26. Mai 1899 pachtet der Müllermeister H. Schlichting von der Stintenburger Mühle für 12 Jahre die zu Dassow gehörende Turbinenmühle sowie eine 1857 am Rand des heutigen Ortsteils Vorwerk erbaute Holländerwindmühle mit dazugehörenden Gebäuden und Pachtbesitz von Moritz Edler von Paepcke auf Lütgenhof. Müllermeister Paul Oltmann aus der holsteinisch-mecklenburgischen Müllerfamilie Oltmann übernimmt die Pacht von 1911 bis 1923. Doch bereits 1912 tritt ein Schaden an der 45 Jahre alten Turbine auf und die Wassermühle wird für unbrauchbar erklärt und 1913 wegen wassermangels behördlich gelegt. Das Pachtverhältnis wird mit verminderter Pacht fortgesetzt. 1922 kauft der Müller die als Wohnhaus genutzte Wassermühle, die Windmühle mit dazugehörigem Mühlengehöft und Ländereien. Auch eine Bäckerei gehörte zu dieser Zeit zur Mühle. Die Windmühle brannte 1932 ab. Die Bäckerei wurde 1952 stillgelegt, Bäckerei und Wassermühle später abgerissen.
Bereits am Ende des 16. Jahrhunderts hatte der mecklenburgische Ast der Familie Quitzow in Groß Voigtshagen eine Mühle, für die bei der Lübecker Kämmerei 1596, 1606 und 1621 Mühlsteine gekauft wurden. Von 1750 bis 1840 gehörte zur Domäne Groß Voigtshagen eine Wassermühle am Dassower Bach, ab 1840 eine Windmühle auf einem kleinen Hügel in der Nähe. Zu den Mühlen gehörte eine Erbpachtstelle mit einer Landwirtschaft. Die Windmühle brandte 1897 ab und wurde nicht wieder aufgebaut. Auch die Bockwindmühle im ritterschaftlichen Dorf Volkstorf ist bereits 1600 in der Karte von Hans Frese verzeichnet. Sie gehörte zum Gut Pötenitz und wurde in den 1950er Jahren abgerissen.
Im Ortsteil Harkensee gab es bereits im 16. Jahrhundert eine Mühle. Auch 1704 wurde dort ein Müller erwähnt, 1788 ist auf der Schmettauschen Karte nordwestlich des Dorfes eine Windmühle eingezeichnet. Spätestens ab 1885 steht dort eine Holländerwindmühle, die zum Gut Harkensee gehörte und mit einer Bäckerei verbunden war.

### Ortsteile
Benckendorf:
Die Ersterwähnung datiert wohl auf 1308. Ben(c)kendorf wird hier als Ort im Lande Dassow betitelt. Benckendorf war ein Bauerndorf, ein paralleler Gutsbesitz muss sich erst nachfolgend entwickelt haben. Der Rittmeister Christian Eckermann aus Johannstorf bewirtschaftete in Benckendorf ein 216 ha Gut. Im Mittelpunkt hier stand die Bewirtschaftung mit Oxfordshiredows-Schafen. In der Ortschaft bestand lange eine Schule.
Feldhusen:
Die Gemarkung Feldhusen war Bestandteil von Wieschendorf. Wie alle umliegenden Wohnplätze und Dörfer war Feldhusen dem Kirchspiel Dassow zugeordnet.
Flechtkrug:
Im Jahre 1885 zählte Flechtkrug zehn Haushalte, 30 Einwohner, davon 13 weiblich. 11 ha in Flechtkrug, die Fläche gehörte zu Prieschendorf, waren Teil der Begüterungen des Raimar Edler von Paepke-Lütgenhof.
Feldhusen:
Groß Voigtshagen: Der fiskalische Besitz mit 601 ha war in Pacht von Ökonomie-Rat Eduard Bade. Des Weiteren bestand damals ein Bauernhof der Familie Wilhelm Beusch.
Holm:
Im Jahre 1794 wurde Holm in einer Bibliothek zur Pflanzenkunde schriftlich aufgenommen. Um 1850 ist Holm ein Hof mit Holzvogtwohnung.
Kaltenhof:
Die lauenburgische Adelsfamilie von Parkentin war erster Grundherr der Güter der Umgegend von Dassow, auch von Kaltenhof. Das alte Lehngut Kaltenhof mit 187 ha besaß schon Mitte des 19. Jahrhunderts die Familie Facklam, um 1928 Wilhelm Facklam.
Klein Voigtshagen:
Die Dömane beinhaltete eine Größe von 285 ha. Der Freistaat Mecklenburg-Schwerin verpachtete das Gut an die Landwirtin Elsbeth Evers.
Prieschendorf:
Das Gut Prieschendorf ist eines der Hauptgüter derer von Parkentin. Das Adelsgeschlecht bildete genealogisch ein Haus Prieschendorf heraus. Vermutlich schon seit 1306, beginnend mit Detlev von Parkentin. Sein gleichnamiger Sohn wird Bischof von Ratzeburg. Sein zweiter Sohn Henning von Parketin wurde Prieschendorfer Gutsbesitzer, die Nachfahren erben dann über mehrere Generationen. Die Begüterung mit 679 ha war dann ein Nebengut der Familie von Paepke auf Schloss Lütgenhof und wurde durch einen Inspektor verwaltet. Zum Gut Prieschendorf gehörte ebenso Hanstorf-Benedictenwerk.
Schwanbeck:
Im ausgehenden 19. Jahrhundert waren im Dorf fünf Hüfner angesiedelt, ein Käthner und dazu vier Büdner. Insgesamt vermeldet die damalige amtliche Statistik 117 Einwohner. Schwanbeck ist geographisch Teil eines Geschiebestreifens des mecklenburgischen Höhenrückens.
Tankenhagen: Das frühe Gut in Tankenhagen war einst in den Händen der bekannten Familie derer von Quitzow. Auf der Gemarkung von Tankendorf gab es vor der Bodenreform acht Höfe à 14 ha respektive 16 ha Größe. Zwei Betriebe gehörten den Familien H. und W. Lenschow.
Wieschendorf:
Die Historie des Ortes wurde in den letzten Jahrhunderten von der Geschichte des Gutes stark geprägt. Die letzten Besitzer stelle die Briefadelsfamilie von Mecklenburg, die 1742 nobilitiert wurde und durch Beziehung der Sophie Magdalene von Plüskow mit Herzog Friedrich Wilhelm I. (Mecklenburg) einen legitimierten Nebenzweig des Hauses von Mecklenburg-Schwerin darstellt. Christian Ludwig Ernst von Mecklenburg (1803–1861) erwarb Wieschendorf. Der Landrat und Kammerherr Diedrich von Mecklenburg (1833–1893), verheiratet mit Minka der von Lancken, folgt als Gutsherr auf Wieschendorf. Ihr Sohn Christian von Mecklenburg (1870–1947), Rechtsritter des Johanniterordens und Major d. R. a. D, gab das Gut 1935 an seinen Sohn Diedrich von Mecklenburg weiter. Er hatte im gleichen Jahr die Gutsbesitzerstochter Gerda Wrede-Kletzke geheiratet. Der Sohn Christian erwarb Teile des Gutes nach 1991 zurück.
Wilmstorf:
Der dortige Besitz war in bürgerlicher Hand und galt als Allodialgut. Eigentümer war unter anderem Karl Bosselmann. Dieser Besitz bestand aus etwa 306 ha Land, davon 279 ha Ackerflächen. Die Familie Bosselmann war Beteiligter an der Genossenschaft und betrieb einen ausgedehnten Feldgemüseanbau. In Wilmstorf gab es in den 1920er Jahren noch zwei kleine landwirtschaftliche Betriebe, gesamt 21 ha Bauernland.

### Eingemeindungen
Eingemeindungen nach Dassow erfolgten 1950 (Lütgenhof, Prieschendorf, Schwanbeck, Wilmstorf), 1957 (Wieschendorf), 1961 (Klein Voigtshagen) und 2004 (Harkensee, Pötenitz).
| Ehemalige Gemeinde   | Datum                 | Anmerkung                                                |
| -------------------- | --------------------- | -------------------------------------------------------- |
| Barendorf bei Dassow | 01.07.1950            | Eingemeindung nach Harkensee                             |
| Benckendorf          | 01.07.1961            | Eingemeindung nach Pötenitz                              |
| Groß Voigtshagen     | 01.07.1950 01.02.1974 | Eingemeindung nach Roggenstorf, Umgliederung nach Dassow |
| Harkensee            | 13.06.2004            |                                                          |
| Klein Voigtshagen    | 01.07.1961            |                                                          |
| Lütgenhof            | 01.07.1950            |                                                          |
| Pötenitz             | 13.06.2004            |                                                          |
| Prieschendorf        | 01.07.1950            |                                                          |
| Rosenhagen           | 01.07.1950            | Eingemeindung nach Pötenitz                              |
| Schwanbeck           | 01.07.1950            |                                                          |
| Tankenhagen          | 01.07.1950            | Eingemeindung nach Klein Voigtshagen                     |
| Volkstorf            | 01.07.1950            | Eingemeindung nach Benckendorf                           |
| Wieschendorf         | 01.01.1957            |                                                          |
| Wilmstorf            | 01.07.1950            |                                                          |

## Bevölkerung
| Jahr | Einwohner |
| ---- | --------- |
| 1990 | 3176      |
| 1995 | 3152      |
| 2000 | 3194      |
| 2005 | 4036      |
| 2010 | 3972      |
| 2015 | 4034      |

| Jahr | Einwohner |
| ---- | --------- |
| 2020 | 4102      |
| 2021 | 4065      |
| 2022 | 4038      |
| 2023 | 4021      |

Stand: 31. Dezember des jeweiligen Jahres
Der starke Anstieg der Einwohnerzahl 2005 ist auf die Eingemeindungen von Harkensee und Pötenitz im Jahr 2004 zurückzuführen.

## Politik

### Stadtvertretung
Die Stadtvertretung von Dassow besteht aus 14 Mitgliedern. Die Kommunalwahl am 9. Juni 2024 führte bei einer Wahlbeteiligung von 66,2 % zu folgendem Ergebnis:
| Partei / Wählergruppe                 | Stimmenanteil 2019 | Sitze 2019 |  | Stimmenanteil 2024 | Sitze 2024 |
| ------------------------------------- | ------------------ | ---------- |  | ------------------ | ---------- |
| Wählergemeinschaft Ostseestrand (WGO) | 31,5 %             | 4          |  | 46,4 %             | 6          |
| SPD                                   | 40,2 %             | 6          |  | 32,1 %             | 5          |
| CDU                                   | 19,5 %             | 3          |  | 16,8 %             | 2          |
| Bündnis 90/Die Grünen                 | 08,9 %             | 1          |  | 04,7 %             | 1          |
| Insgesamt                             | 100 %              | 14         |  | 100 %              | 14         |

### Bürgermeister
- 1997–2004: Kerstin Weiss (SPD)
- 2004–2019: Jörg Ploen (SPD)
- 2019–2024: Annett Pahl (SPD)
- seit 2024: Sascha Kuhfuß (WGO)

Annett Pahl wurde am 26. Mai 2019 mit 83,5 % der gültigen Stimmen gewählt. Sie hatte seit 2016 als Vertreterin des erkrankten Bürgermeisters Jörg Ploen amtiert.
Bei der Bürgermeisterwahl am 9. Juni 2024 wurde Sascha Kuhfuß mit 55,1 % der gültigen Stimmen zu ihrem Nachfolger gewählt. Seine Amtszeit beträgt fünf Jahre. Am 10. Juni 2025 erklärte Kuhfuß, dass er sein Amt spätestens bis zum Jahresende 2025 niederlegt und begründete dies damit, dass er nicht genug Zeit für das Ehrenamt aufbringen kann.

### Wappen
| Wappen der Stadt Dassow | Blasonierung: „In Silber auf grünem Boden eine rote Burg mit zwei spitzbedachten Zinnentürmen und einem offenen Tor, darin ein grüner Dornenstrauch.“ |
| Wappen der Stadt Dassow | Wappenbegründung: Das Wappen verbindet ein städtisches Symbol, eine Burg, mit einem redenden Zeichen, einem Dornstrauch als Bezug zu dem aus dem Slawischen stammenden Ortsnamen (darč=Dornstrauch). Einer volkstümlichen Überlieferung nach soll die Sperrung des Tores durch einen Dornstrauch angeblich dazu beigetragen haben, dass der Ort jahrhundertelang von allen Neuerungen unberührt geblieben ist, einen Dornröschenschlaf gehalten hat. Das Wappen wurde von dem Schweriner Lithographen und Kunstmaler Otto Menzel nach einem Vorschlag des Direktors des Geheimen und Hauptarchivs Schwerin Friedrich Stuhr gestaltet. Es wurde am 28. Oktober 1927 durch das Mecklenburg-Schwerinsche Staatsministerium verliehen und unter der Nr. 176 der Wappenrolle des Landes Mecklenburg-Vorpommern registriert. |

### Flagge
Die Stadt verfügt über keine amtlich genehmigte Flagge.

### Dienstsiegel
Das Dienstsiegel zeigt das Stadtwappen mit der Umschrift „STADT DASSOW • LANDKREIS NORDWESTMECKLENBURG“.

### Städtepartnerschaft
Seit 2002 ist Grobiņa in Lettland Partnerstadt von Dassow.

## Sehenswürdigkeiten

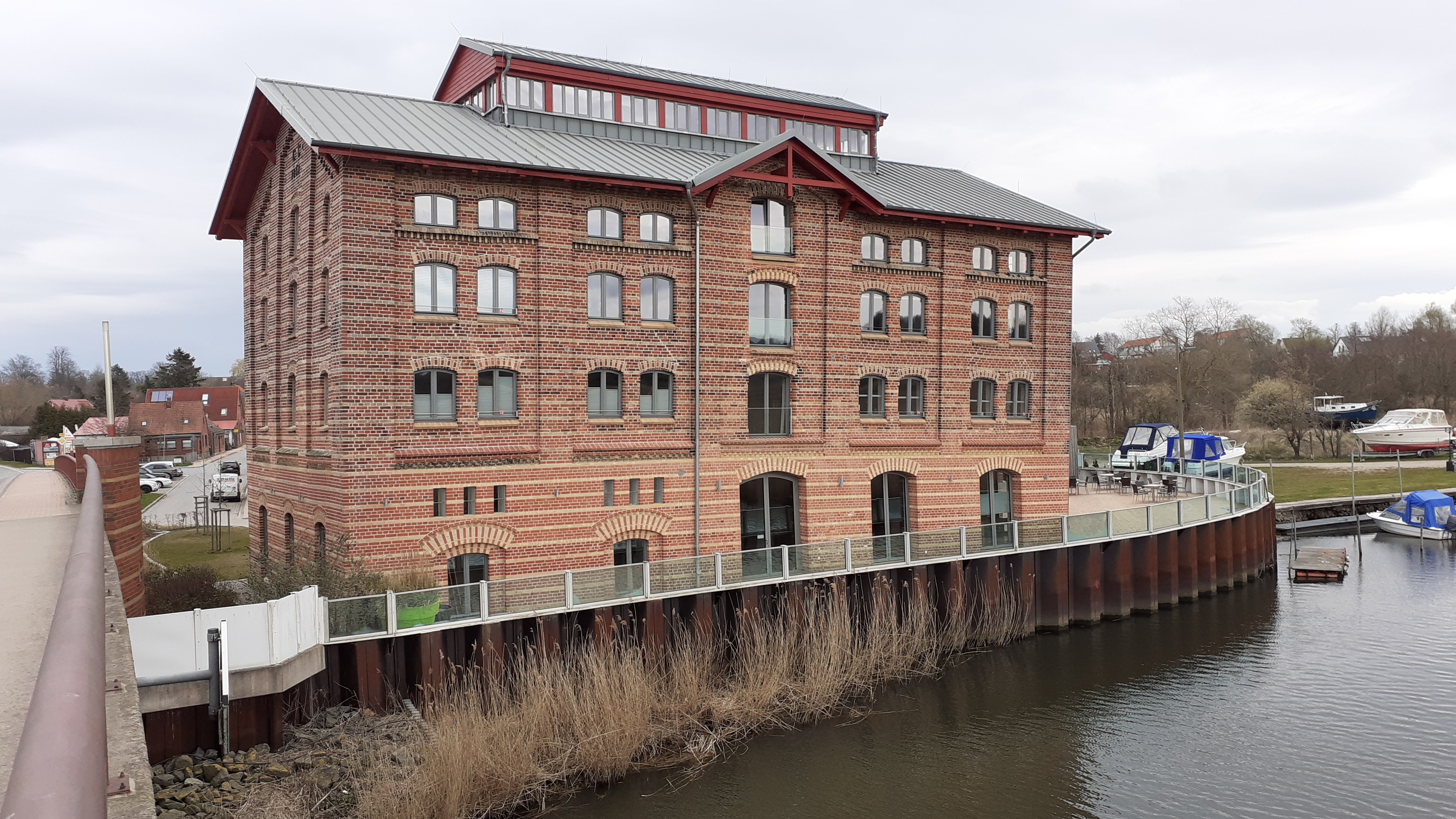
Alter Speicher an der Stepenitz

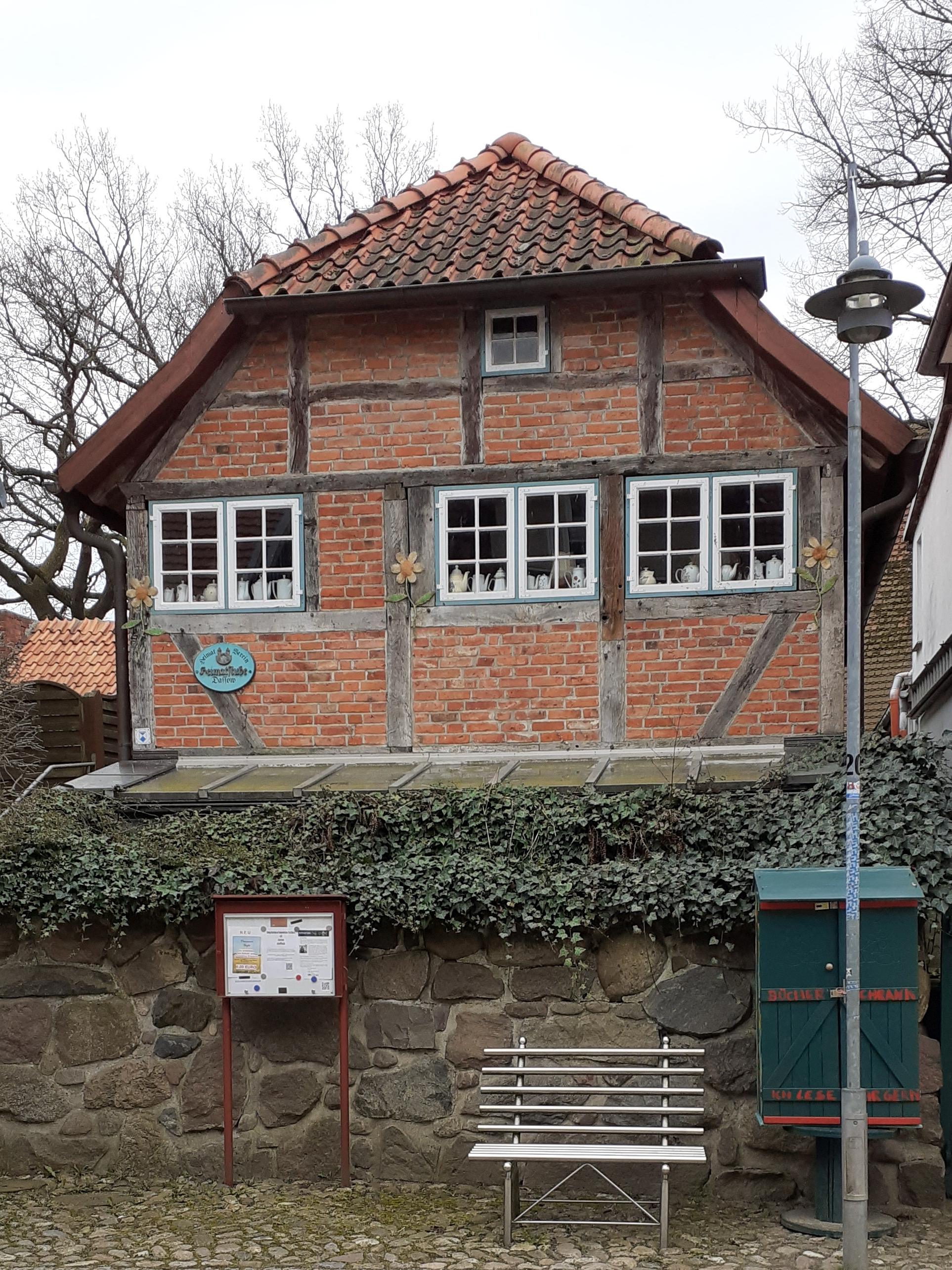
Altenteilerkate mit Heimatstube

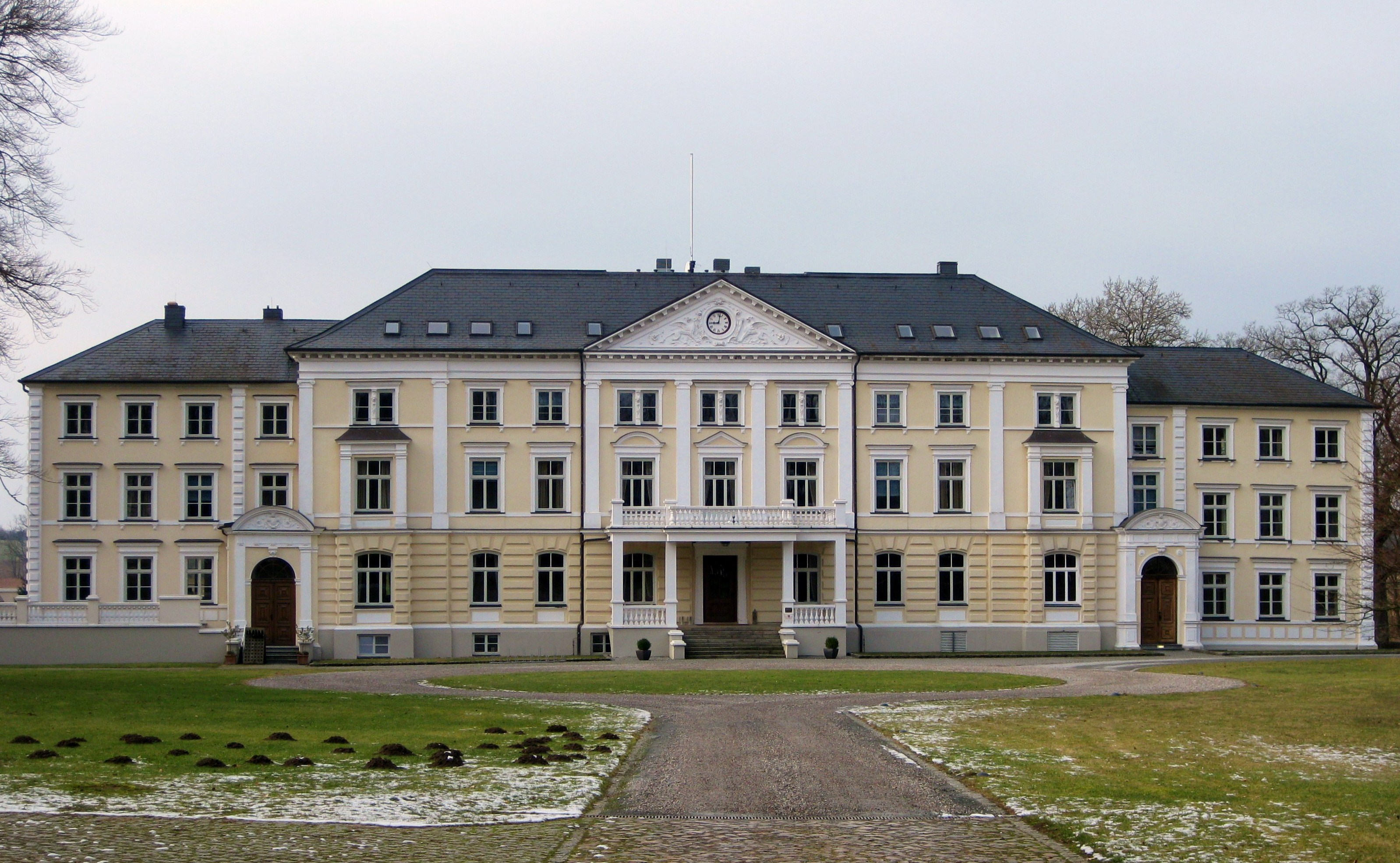
Schloss Lütgenhof

- St.-Nikolai-Kirche, frühgotische Backsteinkirche aus der zweiten Hälfte des 13. Jahrhunderts
- Tigerpark Dassow im Gewerbegebiet mit weißem Tiger, zahlreichen anderen Tigerarten, Alpakas und Kleintieren
- Alter Hafenspeicher von 1861
- Altenteilerkate mit Heimatstube in der Lübecker Straße 74, eines der ältesten noch stehenden Fachwerkhäuser in Dassow
- Schloss Lütgenhof, 1839 als Herrenhaus angelegt und 1890 repräsentativ umgebaut
- Wasserschloss Johannstorf im Barockstil am Nordufer des Dassower Sees (Drehort des preisgekrönten Films Das weiße Band)
- Schloss Pötenitz, verfallendes früheres Gutshaus und Schulgebäude direkt an der Lübecker Bucht in Sichtweite von Travemünde
- Schloss Harkensee, saniertes Gutshaus, als Landhotel genutzt
- Grabsteine auf dem Friedhof der evangelisch-lutherischen Kirchgemeinde für sechs namentlich genannte sowjetische und polnische Opfer der Zwangsarbeit während des Zweiten Weltkrieges
- Denkmal für die im Ersten Weltkrieg gefallenen Dassower Bürger
- Naturschutzgebiet Küstenlandschaft zwischen Priwall und Barendorf mit Harkenbäkniederung, umfasst das Nordufer des Dassower Sees, das Ostufer der Pötenitzer Wiek und die Küstenlandschaft der Lübecker Bucht im Stadtgebiet. Dort an der Grenze zum Priwall mit seinem ehemaligen Wasserflughafen befinden sich am Ostufer der Pötenitzer Wiek auch der ehemalige Anleger und Ruinen des Luftwaffenzeugamt See aus den 1930er Jahren.
- Großsteingrab Feldhusen
- Burgwall Feldhusen, angebliches Versteck der Schätze von Klaus Störtebeker

## Wirtschaft und Infrastruktur
Dassow hat neben Banken, Arztpraxen, einer Apotheke, Kindergarten und Schule sowie einigen Geschäften zahlreiche weitere Infrastruktureinrichtungen.
Ein umfangreiches Sanierungsprogramm für die historische Altstadt wurde in Angriff genommen. Daneben genießt die Entwicklung des Tourismus große Aufmerksamkeit.
Im Gewerbegebiet Holmer Berg haben sich über 30 Firmen angesiedelt, unter ihnen die Popcorn Company, zwei Medizintechnikfirmen, die Lübecker Euroimmun, das Hamburger Pharmaunternehmen AqVida und der Zulieferer für Komponenten, die GPE Group und die extrutec Gummi GmbH.

## Verkehr
Dassow liegt an der Bundesstraße 105 (Lübeck–Wismar). Die Dassower Brücke führt in ihrem Verlauf über die Stepenitz. Die Landesstraße 01 führt von Schönberg über Dassow nach Klütz. Zwölf Kilometer südlich liegt die Bundesautobahn 20 (Lübeck–Rostock) mit der Anschlussstelle Schönberg.
Der Bahnhof Schönberg (Meckl) befindet sich sieben Kilometer entfernt an der Strecke Lübeck–Bad Kleinen, von der bis Ende der 1940er Jahre eine Stichbahn nach Dassow führte. Busse fahren nach Grevesmühlen, Schönberg, Selmsdorf, Lübeck und über Klütz nach Boltenhagen.

## Persönlichkeiten

### Söhne und Töchter der Stadt
- Johannes von Parkentin (vor 1450–1511), Bischof von Ratzeburg
- Christian August von Berkentin (1694–1758), Diplomat in dänischen Diensten
- Johann Köhler (1751–1814), Ratsherr in Lübeck
- Joachim Heinrich Voß (1764–1843), preußischer Hofgärtner
- Friedrich Wigger (1825–1886), Archivar
- Meno Rettich (1839–1918), Politiker (Deutschkonservative Partei), Reichstagsabgeordneter
- Hermann Nissen (1853–1914), Jurist, Schauspieler und Bühnenfunktionär
- Emma Kurz-Wilhelmi (1885–1968), Malerin und Kunsterzieherin
- Wilhelm Beusch (1894–1979), Ankläger im Strafverfahren gegen Adolf Seefeldt, 1944 Generalstaatsanwalt von Mecklenburg, geboren in Groß Voigtshagen[42]
- Ernst Puchmüller (1897–1976), Bäcker, Widerstandskämpfer gegen den Nationalsozialismus, Direktor der Landesblindenanstalt
- Herbert Freitag (* 1915), Politiker (CDU), Landtagsabgeordneter
- Detlef Kletzin (* 1950), Radrennfahrer
- Lea Friedrich (* 2000), Bahnradsportlerin

### Weitere Persönlichkeiten mit Bezug zur Stadt
- Friedrich von Eyben (1699–1787), Kanzler der königlich dänisch-holsteinischen Regierung, lebte in Dassow
- Carl Griewank (1795–1872), Pastor in Dassow
- Axel Wilhelmi (1857–1928), Arzt in Dassow
- Jens Voigt (* 1971), Radrennfahrer, wuchs in Dassow auf